# Zentralinstitut für Diabetes

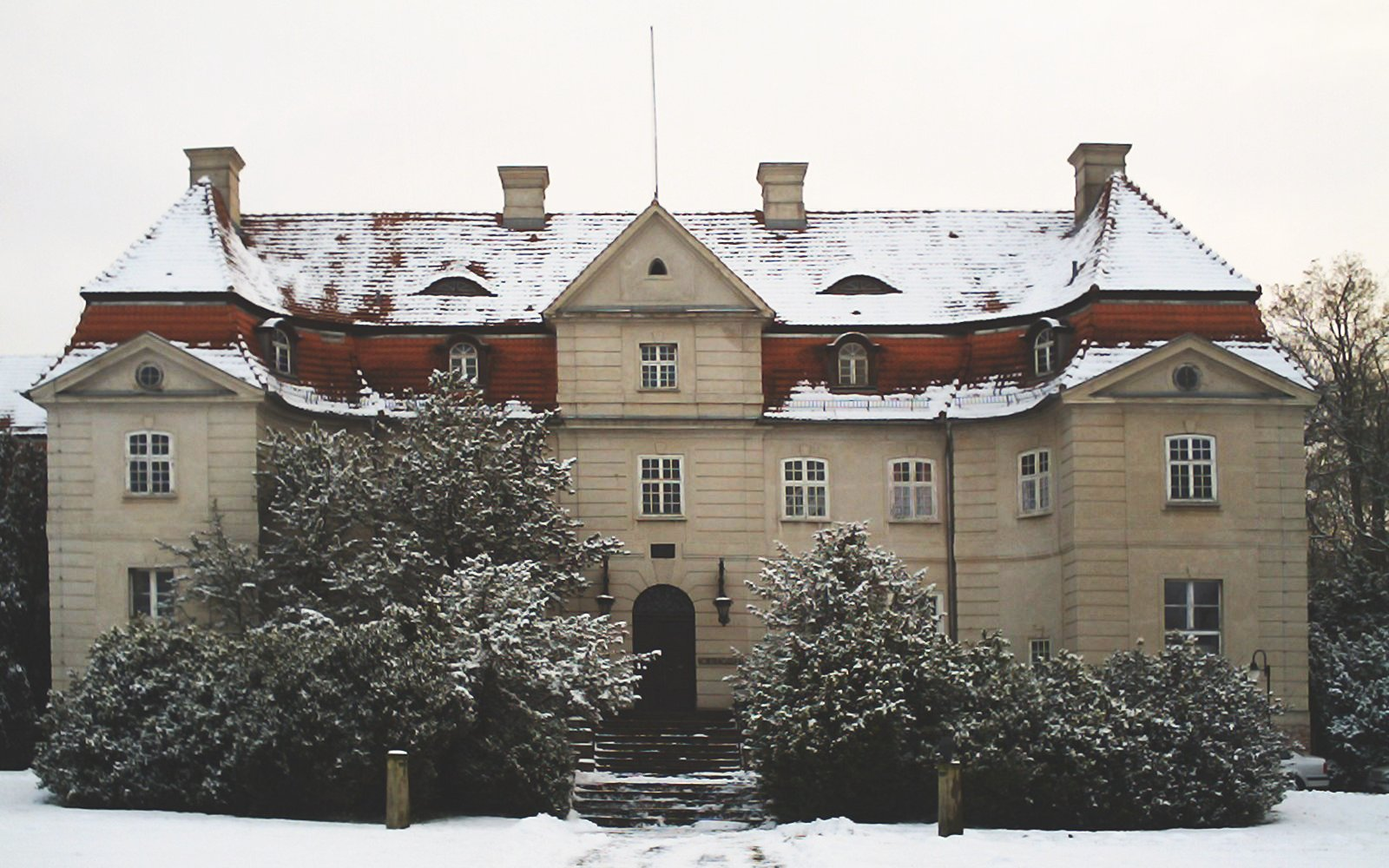
Das von 1731 bis 1773 erbaute Karlsburger Schloss, Ausgangspunkt des Instituts bei seiner Gründung in Karlsburg

Das Zentralinstitut für Diabetes „Gerhardt Katsch“ war die zentrale Leiteinrichtung der Deutschen Demokratischen Republik (DDR) für die medizinische Behandlung von Diabetikern, die experimentelle und klinische Forschung zum Diabetes mellitus, die Weiterbildung von Ärzten im Bereich der Diabetologie sowie die Organisation und Koordination der Betreuung von Diabetikern an weiteren Krankenhäusern in der gesamten DDR. Es ging aus einem ab 1930 in Garz auf der Insel Rügen bestehenden Diabetikerheim hervor, dessen Sitz 1947 nach Karlsburg bei Greifswald verlegt worden war. Das Institut bestand bis zum Ende des Jahres 1990 und war bezüglich der Aufsicht und der Finanzierung direkt dem Ministerium für Gesundheitswesen der DDR-Regierung unterstellt.
Zum Ende der 1980er Jahre galt es mit über 600 Mitarbeitern, fast 300 Betten und rund 40.000 Patienten pro Jahr als die weltweit größte Einrichtung zur Erforschung und Behandlung des Diabetes mellitus. Hinsichtlich seiner Stellung in den Wissenschaftsstrukturen der DDR ähnelte das Institut den Zentralinstituten der Akademie der Wissenschaften der DDR, auch wenn es nicht zur Forschungsgemeinschaft der Akademie gehörte. Es war benannt nach dem Diabetologen Gerhardt Katsch, der an der Universität Greifswald als Internist tätig war und das Institut gegründet und bis zu seinem Tod im Jahr 1961 geleitet hatte. Die Aktivitäten des Instituts im Bereich der klinischen Versorgung von Diabetikern sowie der Diabetes-Forschung werden seit 1990 teilweise von verschiedenen, weiterhin in Karlsburg ansässigen Nachfolgeeinrichtungen fortgeführt.

## Geschichte bis 1989

### Strukturelle und bauliche Entwicklung

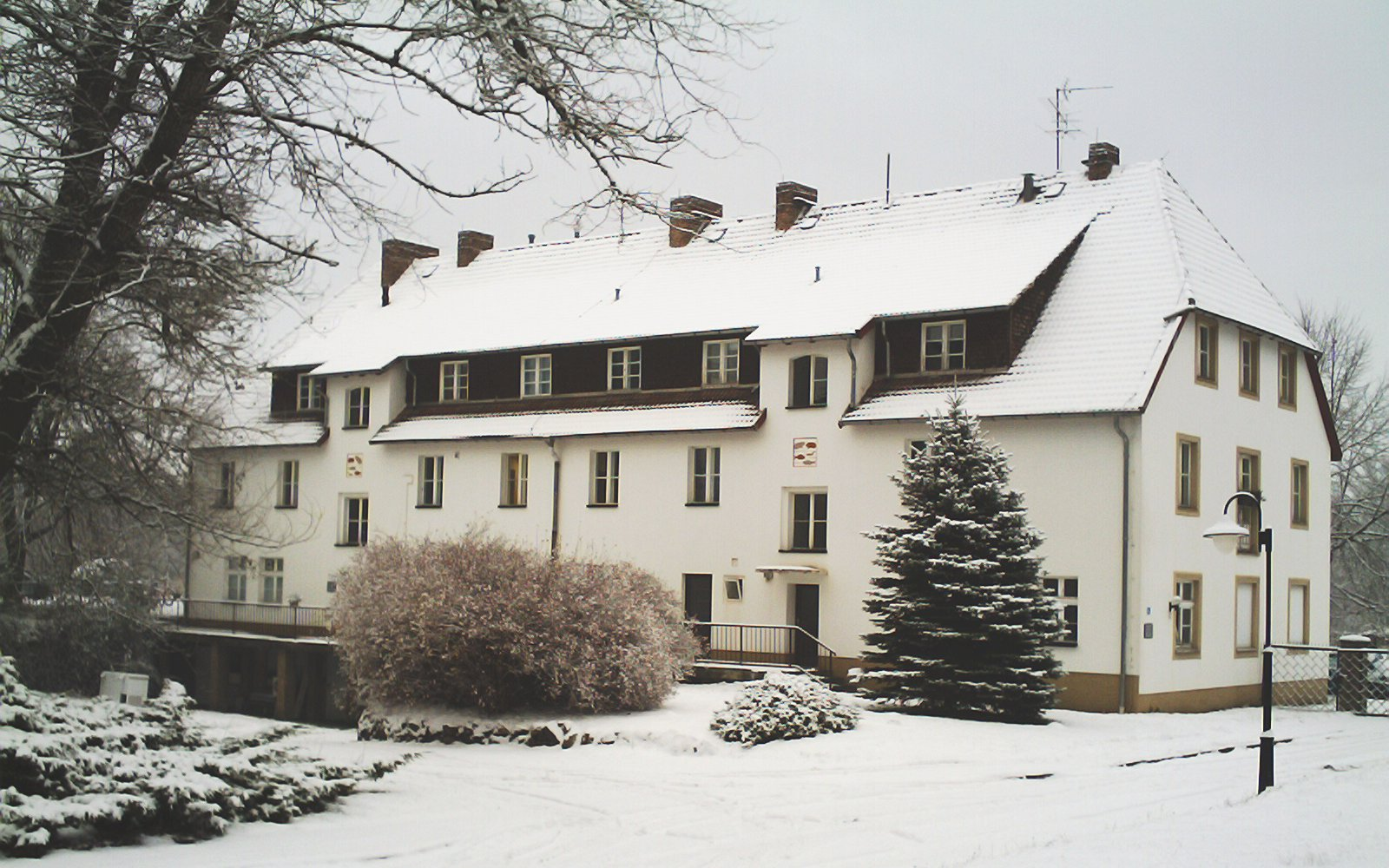
Das 1952 fertiggestellte Haus A, gegenwärtig Sitz des Instituts für Diabetes „Gerhardt Katsch“ e. V.

Die Ursprünge des Instituts gingen zurück auf das 1930 in Garz auf der Insel Rügen von Gerhardt Katsch und unter kirchlicher Beteiligung von Heinrich Laag gegründete Diabetikerheim Arndtstiftung. Ende 1938 wurde es von der Universität Greifswald übernommen, und der Provinzialverein für Innere Mission zog sich aus dem Vorstand zurück. Nach dem Ende des Zweiten Weltkrieges wurde der Standort in das Dorf Karlsburg bei Greifswald verlegt und am 2. Mai 1947 im dortigen Schloss mit 15 Betten und einem kleinen Labor der Betrieb wieder aufgenommen. Das Land Mecklenburg überließ zu diesem Zweck das Gut einer neu gegründeten Landesstiftung mit dem Namen Diabetikerheim Garz/Rügen und Karlsburg – Anstalt zur Erforschung und Behandlung der Zuckerkrankheit. An der Finanzierung des weiteren Ausbaus waren neben dem Land Mecklenburg auch die Sowjetische Militäradministration in Deutschland (SMAD), die Sozialversicherungsanstalt Mecklenburg und die Universität Greifswald beteiligt.
Am 12. Oktober 1950 wurde die zunächst vorrangig auf die klinische und sozialmedizinische Betreuung von Diabetikern ausgerichtete Einrichtung in eine Anstalt des öffentlichen Rechts mit dem Namen Diabetikerheim Garz und Karlsburg – Anstalt zur Erforschung und Behandlung der Zuckerkrankheit umgewandelt. Das Institut erhielt damit seine Funktion als Teil des Gesundheitswesens der Deutschen Demokratischen Republik (DDR). Am 2. August 1952 kam es zur Übergabe des neu gebauten Hauses A sowie des umgebauten und erweiterten früheren Forsthauses als Haus B, die beide vor allem mit Laboratorien für die Forschung, Arbeits- und Wohnräumen sowie Archiv- und Bibliotheksräumlichkeiten ausgestattet waren. Darüber hinaus erfolgte bei dieser Gelegenheit die Umbenennung in Institut für Diabetes-Forschung und Behandlung. Mit der Fertigstellung des Bettenhauses mit 250 Betten im Jahr 1954 war die Errichtung des Instituts in wesentlichen Teilen abgeschlossen. Im Schloss befand sich zu diesem Zeitpunkt unter anderem die 1952 eingerichtete Entbindungsstation.
Nach der Gründung des Instituts kam es mehrfach zu Erweiterungen durch Neubauten, wodurch um das Karlsburger Schloss ein umfangreicher Campus entstand. Als Außenstelle des Instituts existierte ab November 1955 zunächst in Sellin, ab 1958 in Putbus auf der Insel Rügen ein Schulheim zur längerfristigen und gegebenenfalls dauerhaften Versorgung diabetischer Kinder. An beiden Standorten wurde ein sogenanntes „Zentrales Rehabilitationsferienlager“ mit entsprechender Betreuung durchgeführt. 1960 wurde in Karlsburg ein Wirtschaftsgebäude mit Küche, Speisesaal, Wäscherei und Räumlichkeiten für die Verwaltung fertiggestellt, das 1988 durch einen weiteren, auch nach 1990 weitergenutzten, Neubau abgelöst wurde. Ab 1976 wurde die bis zu diesem Zeitpunkt in Garz verbliebene Außenstelle des Instituts als Klinik II nach Karlsburg verlegt, wo bis 1978 ein entsprechender Neubau einer Kinderklinik errichtet wurde. Im Jahr 1977 wurde die Klinik III für Gynäkologie und Geburtshilfe eingerichtet, nachdem die Entbindungsstation 1967 zunächst aus dem Schloss in das 1954 gebaute Bettenhaus umgezogen war.

### Aufgaben und Aktivitäten

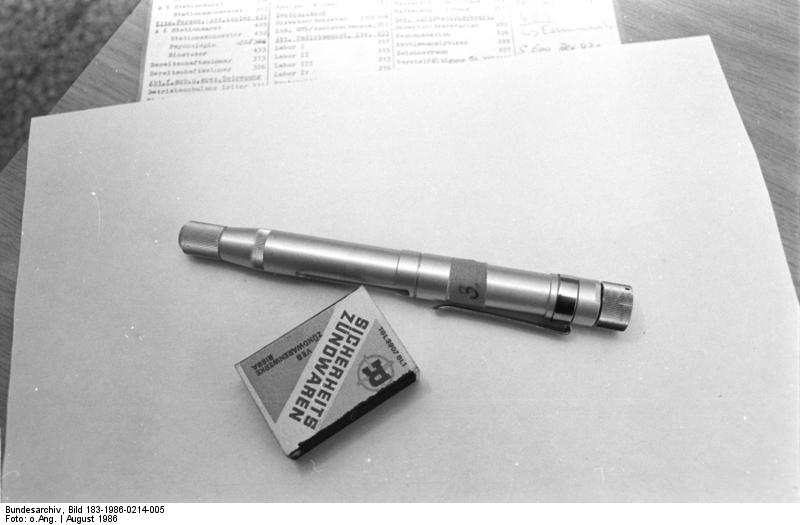
Insulindosiergerät, das von der Medizinischen Fakultät der Universität Olomouc entwickelt und Mitte der 1980er Jahre am Zentralinstitut für Diabetes erprobt wurde

Vorrangige Aufgabe des Instituts war die ambulante und stationäre medizinische Versorgung von Diabetikern in den drei Kliniken, die im Laufe der Zeit entstanden. Schwerpunkte der Aktivitäten vor Ort waren dabei insbesondere die Versorgung von akuten Notfällen wie dem diabetischen Koma, die Behandlung von Patienten mit schwerwiegenden Problemen wie beispielsweise einem instabilen Diabetesverlauf sowie die Erbringung spezieller Behandlungsleistungen. Hierzu zählte neben der Geburtenhilfe bei diabetischen Müttern die ab 1968 bestehende Hämodialyse-Station für Diabetes-Patienten mit Niereninsuffizienz, die europaweit erste Spezialeinrichtung dieser Art. Die 1977 eingerichtete Klinik für Gynäkologie und Geburtshilfe war zu diesem Zeitpunkt die größte in Europa mit einer Spezialisierung auf die Betreuung schwangerer Diabetikerinnen. Von 1960 bis 1989 führte das Institut das Zentrale Diabetesregister der DDR, das als zentrales Register mit flächendeckender Erfassung der klinischen Daten aller Diabetiker eines Landes weltweit einmalig war.
Weitere Zentren, die im Bereich der klinischen Versorgung von Diabetikern mit dem Institut zusammenarbeiteten, waren unter anderem die Universitätskliniken in Leipzig, Halle, Dresden, Greifswald und Rostock. Zur wohnortnahen Dispensaire-Betreuung der Patienten entstand ab 1960 auf Kreisebene ein flächendeckendes Netz von sogenannten Diabetikerbetreuungsstellen, die mit dem Karlsburger Institut eng zusammenarbeiteten. Die Ausbildung der Mitarbeiter dieser Einrichtungen und die Schulung der Diabetiker waren weitere wichtige Aufgaben des Instituts. Für diabetische Kinder und Jugendliche existierten neben dem zentralen Rehabilitationsferienlager auf der Insel Rügen zehn weitere Ferienlager in der DDR, in denen jeweils bis zu 800 Kinder betreut werden konnten.
Im Bereich der Diabetesforschung war das Institut ab 1956 an der Entwicklung der als orale Antidiabetika genutzten Sulfonylharnstoffe und Biguanide sowie an der Aufklärung von deren Wirkmechanismen beteiligt. Ab 1970 kam es zu einer deutlichen Ausweitung der Aktivitäten in der Grundlagenforschung, insbesondere im Bereich der Histochemie. Die hierzu von Herwig Hahn von Dorsche durchgeführten licht- und elektronenmikroskopische Untersuchungen am Pankreas erfolgten in enger Zusammenarbeit mit Reinhold Sulzmann, dem Leiter des Anatomischen Instituts in Greifswald.
Weitere Schwerpunkte waren Untersuchungen zu immunologischen Prozessen beim hauptsächlich im Kindesalter beginnenden Typ-1-Diabetes sowie Studien zu dessen individueller Prognose, zur Prävention und zur Therapie mittels Inselzelltransplantation. Ein weiteres Forschungsthema war die Entwicklung einer Insulinpumpe sowie von Biosensoren und der zugehörigen Gerätetechnik zur Blutzuckermessung mit dem Ziel der Entwicklung einer künstlichen Betazelle. Für die klinische Forschung wurde 1971 eine Abteilung mit 19 Betten eingerichtet.
Im Jahr 1972 erfolgte die Ernennung des Instituts zur zentralen Einrichtung in der DDR für die Behandlung von Diabetikern und die Forschung zum Diabetes mellitus sowie die Umbenennung in Zentralinstitut für Diabetes „Gerhardt Katsch“. Von 1976 an war das Institut koordinierende Einrichtung für endokrine Erkrankungen für den gesamten Bereich der Staaten des Rates für gegenseitige Wirtschaftshilfe (RGW) und ab August 1986 darüber hinaus WHO Collaborating Center for Diabetes der Weltgesundheitsorganisation (WHO).

### Direktoren
Für den Aufbau der neuen Einrichtung in Karlsburg nach dem Ende des Zweiten Weltkrieges, zunächst als Außenstelle des 1930 gegründeten Diabetikerheim in Garz auf Rügen, war bis 1947 Gerhard Mohnike als leitender Oberarzt verantwortlich, der nach dem Ende seines Studiums bereits als Arzt am Garzer Heim gearbeitet hatte. Gerhardt Katsch, der Direktor der Einrichtung in Garz seit der Gründung war, übernahm mit der Verlegung des Hauptsitzes von Garz nach Karlsburg auch hier die Leitung. Er blieb bis zu seinem Tod am 7. März 1961 Direktor des Instituts.
Nach dem Tod seines Gründers wurde das Institut in Institut für Diabetes „Gerhardt Katsch“ umbenannt, Nachfolger von Katsch wurde Gerhard Mohnike. Auf ihn ist die enge Verbindung von experimenteller und klinischer Forschung mit der Behandlung und Betreuung diabetischer Patienten zurückzuführen, die in den späteren Jahren kennzeichnend für das Konzept des Instituts war.
Nachdem Mohnike, der selbst langjähriger Diabetiker gewesen war, am 8. März 1966 im Alter von 48 Jahren starb, übernahm zunächst Hans-Georg Lippmann als kommissarischer Direktor vorübergehend die Leitung. Im Jahr 1967 wurde dann Horst Bibergeil Direktor der Einrichtung und blieb es bis 1990. Während dieser Zeit kam es zu einer Verstärkung der internationalen Ausrichtung und Kooperationen des Instituts, mit Auslandsaufenthalten von Institutsangehörigen auch in den USA, in Schweden oder in Großbritannien.

## Entwicklung ab 1990

### Struktur und Bilanz 1989/1990
Zum Jahreswechsel 1989/1990 bestand der klinische Teil des Instituts aus der Klinik I für erwachsene Diabetiker, der Klinik II für diabetische Kinder und Jugendliche (mit dem Internat Putbus) sowie der Klinik III für Gynäkologie und Geburtshilfe. Die zu diesem Zeitpunkt bestehende Zahl von 287 Betten war vergleichbar mit dem damaligen Stand der umliegenden Kreiskrankenhäuser in Anklam und Wolgast, die der allgemeinen Gesundheitsversorgung der Bevölkerung dienten, und betrug rund ein Fünftel der Bettenzahl des gesamten Klinikums der benachbarten Universität Greifswald. Darüber hinaus existierten im Bereich der Forschung Abteilungen für Experimentelle Biochemie, Pathobiochemie, Pathophysiologie, Zellphysiologie, Experimentelle Immunologie, Radioimmunologie, Versuchstierkunde, Klinische Chemie, Klinische Forschung, Biomedizintechnik, Rechentechnik und Kybernetik sowie Information und Dokumentation. In den verschiedenen Teilbereichen waren 1989/1990 rund 630 Mitarbeiter beschäftigt, davon etwa 100 Ärzte, Wissenschaftler und Ingenieure.
Bis 1989/1990 kamen rund 40.000 Patienten zur Behandlung nach Karlsburg, davon 1988 und 1989 jeweils rund 3.800 bis 4.000, mit insgesamt etwa 200.000 Aufenthalten. Zum Ende der 1980er Jahre galt es als die weltweit größte Einrichtung zur Erforschung und Behandlung des Diabetes mellitus. Zu den besonderen Erfolgen der Diabetikerbetreuung in Karlsburg zählte beispielsweise die Tatsache, dass die Erblindungsprävalenz von Diabetikern in der DDR mit 0,39 Prozent im internationalen Vergleich auffallend gering war. In der Klinik für Gynäkologie und Geburtshilfe wurden von 1952 bis 1989 etwa 3.750 Kinder geboren. Die perinatale Sterblichkeit von Kindern diabetischer Mütter, die vor dem Zweiten Weltkrieg bei rund 50 Prozent gelegen hatte und in Karlsburg bereits zum Ende der 1950er Jahre auf rund zehn Prozent gesunken war, betrug zum Ende der 1980er Jahre 1,4 Prozent.
Die Mitarbeiter des Instituts veröffentlichten etwa 2.550 wissenschaftliche Publikationen und hielten mehr als 3.000 Vorträge auf wissenschaftlichen Kongressen. Etwa 100 Ärzte und Wissenschaftler wurden im Rahmen ihrer Tätigkeit am Institut promoviert oder habilitiert. Die demographische Struktur des Ortes Karlsburg war wesentlich durch das Institut geprägt, in dem rund 70 Prozent der arbeitenden Bevölkerung des Dorfes tätig war.

### Auflösung und Nachfolgeeinrichtungen

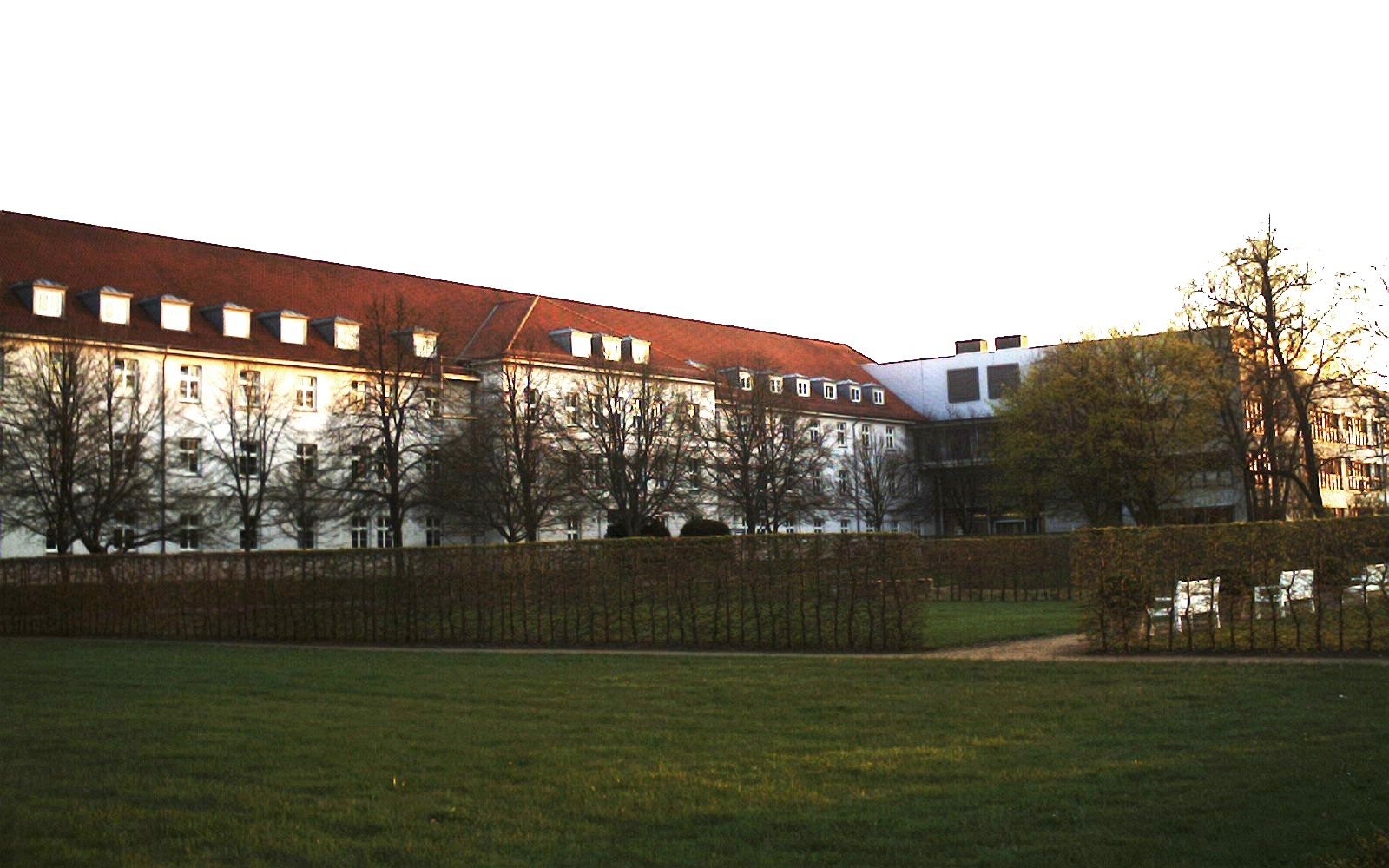
Teilansicht des Klinikums Karlsburg

Nach der Pensionierung von Horst Bibergeil im Jahr 1990 übernahm Uwe Fischer die Leitung des Instituts. Im gleichen Jahr wurde der klinische Teil als Fachkrankenhaus für Diabetes und Stoffwechselkrankheiten „Gerhardt Katsch“ ausgegliedert und dem Sozialministerium des Landes Mecklenburg-Vorpommern unterstellt. Seit dem 1. Januar 1994 gehört die Klinik zur privaten Klinikgruppe Dr. Guth aus Hamburg. Das Klinikum Karlsburg wurde seitdem um die Schwerpunkte Herzchirurgie und Kardiologie erweitert und fungiert nach umfangreichen Neu- und Umbaumaßnahmen, unter anderem einem Neubau der Kinderklinik, heutzutage als Herz- und Diabeteszentrum Mecklenburg-Vorpommern sowie als akademisches Lehrkrankenhaus der Universität Greifswald.
Der ehemalige Forschungsbereich des Instituts wurde im Frühjahr 1991 einer Evaluierung durch den Wissenschaftsrat unterzogen, der in einer Stellungnahme am 5. Juli 1991 zunächst eine Eingliederung in die Universität Greifswald und nach drei bis fünf Jahren eine Übernahme in die gemeinsame Bund-Länder-Förderung der Blauen Liste empfahl. Der Forschungsbereich wurde daraufhin zunächst mit Beginn des Jahres 1992 als Institut für Diabetes „Gerhardt Katsch“ der Medizinischen Fakultät der Universität Greifswald angeschlossen. 40 Wissenschaftler des Instituts wurden dabei im Rahmen des Wissenschaftler-Integrations-Programms gefördert. Zu einer späteren Aufnahme in die Blaue Liste kam es jedoch nicht, zum Teil auch, weil mit dem Diabetes-Forschungsinstitut in Düsseldorf, dem heutigen Deutschen Diabetes-Zentrum, bereits eine ähnliche Einrichtung zur Blauen Liste gehörte. Stattdessen wurde vier Jahre später ein Teil des Instituts als Institut für Diabetes „Gerhardt Katsch“ in der Rechtsform eines eingetragenen Vereins aus der Universität ausgegliedert. Diese Einrichtung hat seitdem ihren Sitz im ehemaligen Haus A des Forschungsbereichs des Zentralinstituts und widmet sich als landesfinanzierte außeruniversitäre Forschungseinrichtung schwerpunktmäßig der angewandten Diabetes-Forschung.

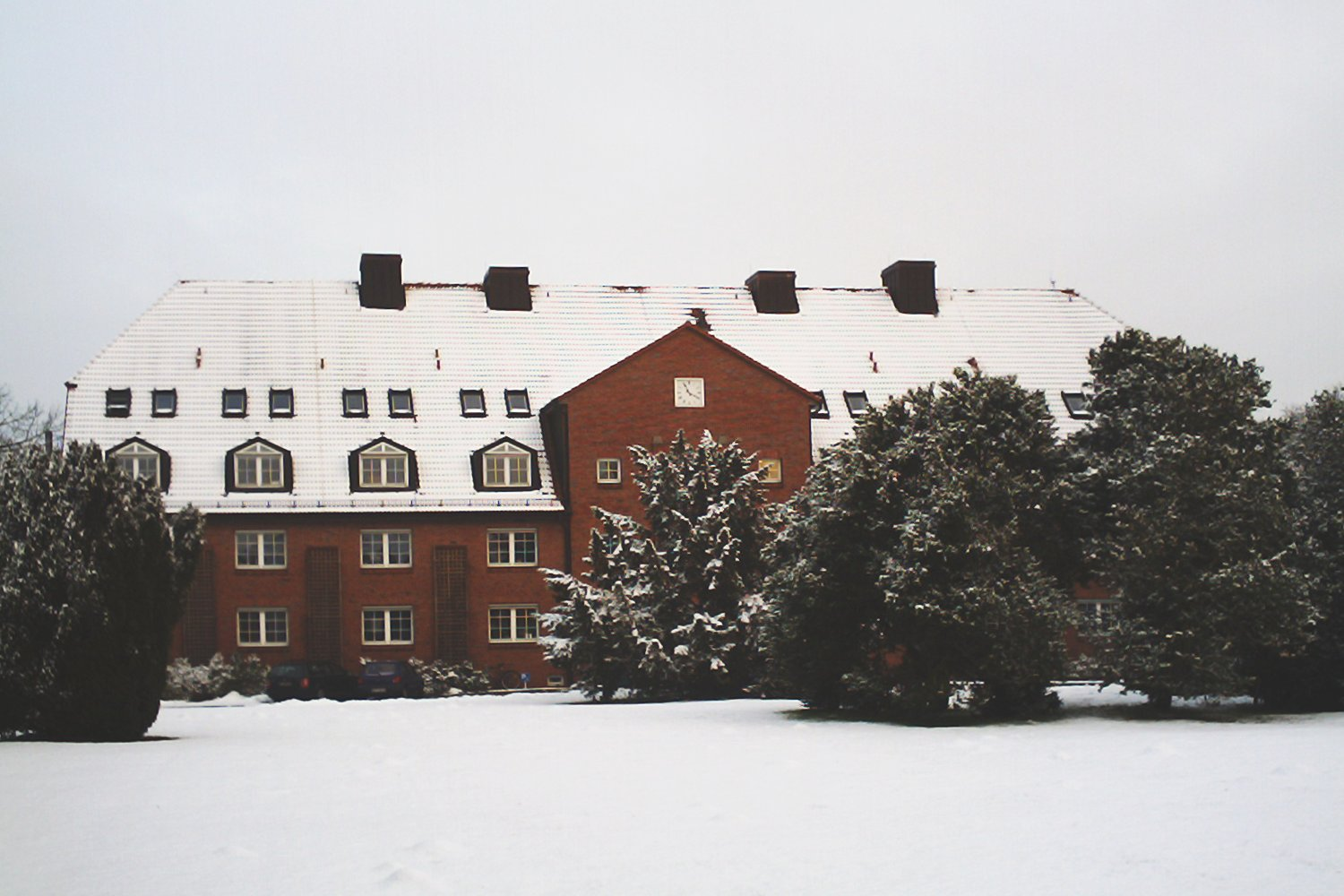
Das 1998 neugebaute Haus C, gegenwärtig Sitz der Universitätsinstitute für Physiologie und Pathophysiologie

Der Bereich der Grundlagenforschung zum Diabetes mellitus verblieb in Form des am 1. Januar 1997 neu gegründeten Instituts für Pathophysiologie an der Universität Greifswald. Siegfried Schmidt, der als langjähriger leitender Mitarbeiter des Bereichs Pathobiochemie 1994 die Funktion des kommissarischen Direktors übernommen hatte, behielt diese Funktion auch nach der Neustrukturierung. Seit der Gründung ist jedoch der Personalbestand des Instituts durch altersbedingtes Ausscheiden von Arbeitsgruppenleitern, durch das Auslaufen von befristeten Verträgen und durch Wechsel von Mitarbeitern an andere Institute deutlich zurückgegangen. Seit Beginn des Jahres 2006 bestehen am Institut für Pathophysiologie keine Forschungsaktivitäten mehr im Bereich des Diabetes mellitus.
1998 wurde der noch zu DDR-Zeiten geplante Neubau des ehemaligen Hauses C fertiggestellt und ist seitdem das gemeinsame Laborgebäude des Instituts für Pathophysiologie und des von Greifswald nach Karlsburg verlegten Instituts für Physiologie der Universität. Die Forschungsschwerpunkte beider Institute umfassen heute die Bereiche hormonale, neuronale und renale Mechanismen des Herzkreislaufsystems und der Blutdruckregulation (Institut für Physiologie) sowie, nach Berufung von Heinrich Brinkmeier von der Universität Ulm als neuem Direktor im Jahr 2002, Diagnose und Mechanismen neurologischer und neuromuskulärer Erkrankungen (Institut für Pathophysiologie).
Die Räumlichkeiten des ehemaligen Hauses B und das Schloss werden nur noch zum Teil genutzt, vor allem als Dienstzimmer von einigen in den Instituten tätigen Wissenschaftlern. Im Schloss befinden sich darüber hinaus einige Einrichtungen, die allen auf dem Campus ansässigen Institutionen zur Verfügung stehen, wie eine Fachbibliothek und Vortragssäle.